# Junibacken

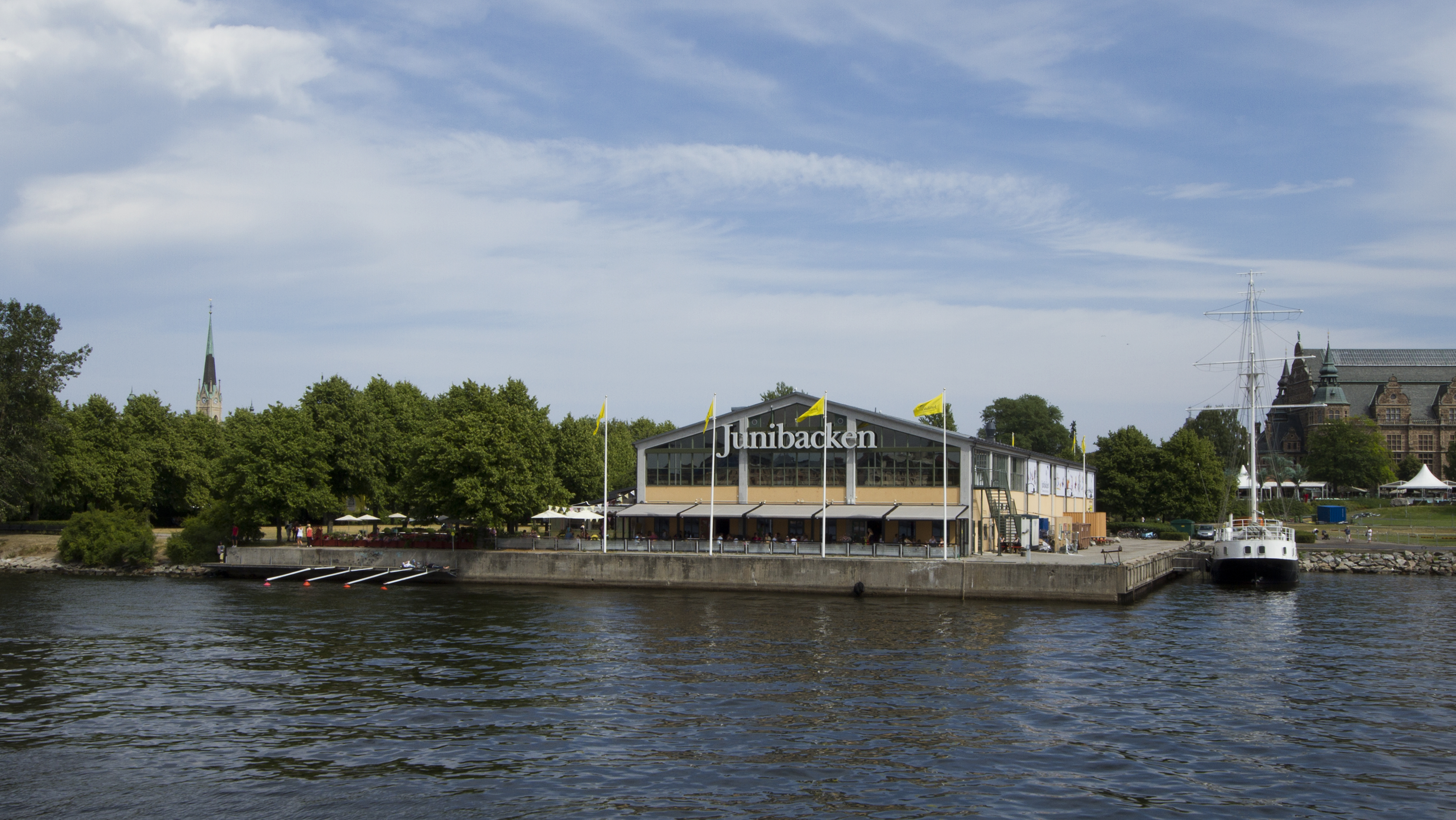

Junibacken je dětské kulturní centrum na ostrově Djurgården v centru Stockholmu. Ve Švédsku je zařazeno mezi muzea, ačkoli podle definice ICOM jím není, protože nemá vlastní sbírky. Centrum bylo otevřeno švédskou královskou rodinou dne 8. června 1996 a patří mezi pět nejnavštěvovanějších míst ve Stockholmu. V přízemí se nachází velké knihkupectví věnující se dětské literatuře, jsou zde instalovány výstavy autorů dětských knih, uvnitř i před budovou se pořádají pro děti divadelní představení.
Název Junibacken byl převzat z knihy Astrid Lindgrenové o Madynce (Madicken), která žila na fiktivní farmě tohoto jména. Astrid Lindgrenová  v letech 1994–1996 spolupracovala s předními švédskými výtvarníky na tom, jak má být prezentováno její dílo, které je v muzeu stěžejní. Děti se mohou projít ve vile Villekula, kde bydlela Pipi Dlouhá punčocha, mohou si sednout na jejího koně, vidět Karkulína ze střechy, Ronju – dceru loupežníka,  ale i postavy jiných autorů oblíbených švédských dětských knížek. Uměleckou poradkyní pro interiérový sál vily Villekula a scénografii pohádkového vláčku Astrid Lingrenové vytvořila švédsko-nizozemská umělkyně Marit Törnqvist (*1964), která ilustrovala novější verze Lindgrenových knih.
Před budovou centra je bronzová socha Astrid Lindgrenové.

## Galerie

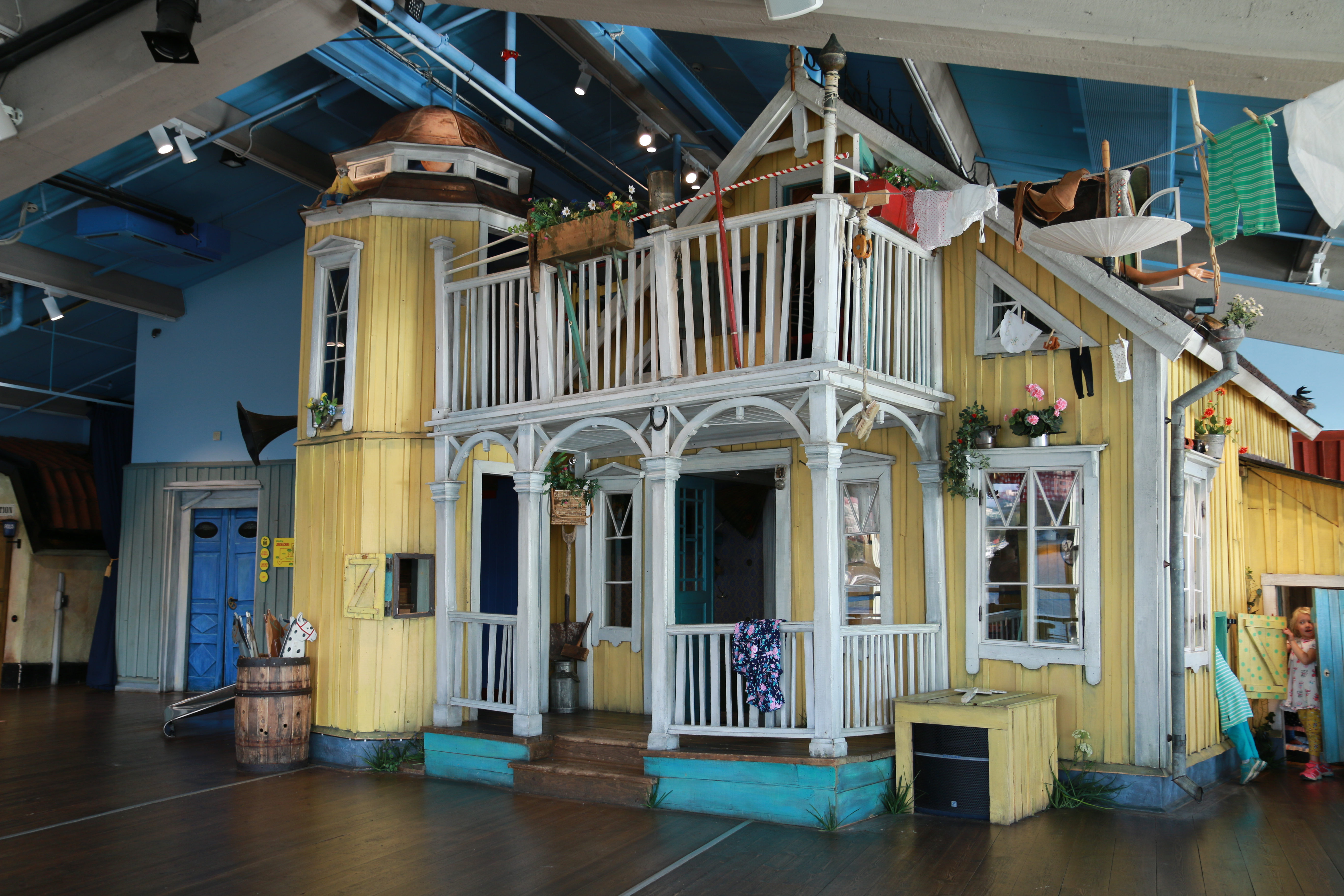
Vila Villekula
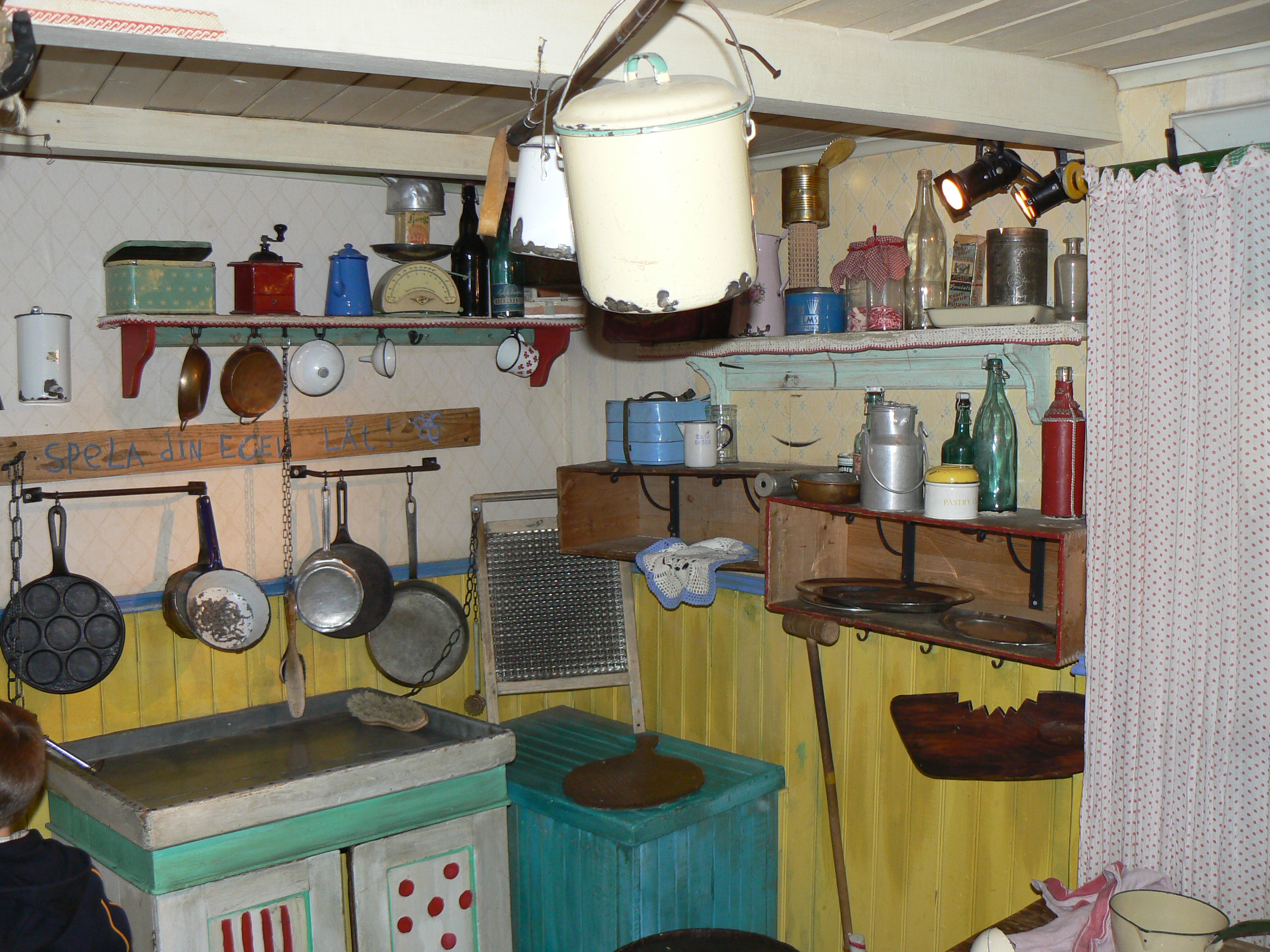
U Pipi v kuchyni
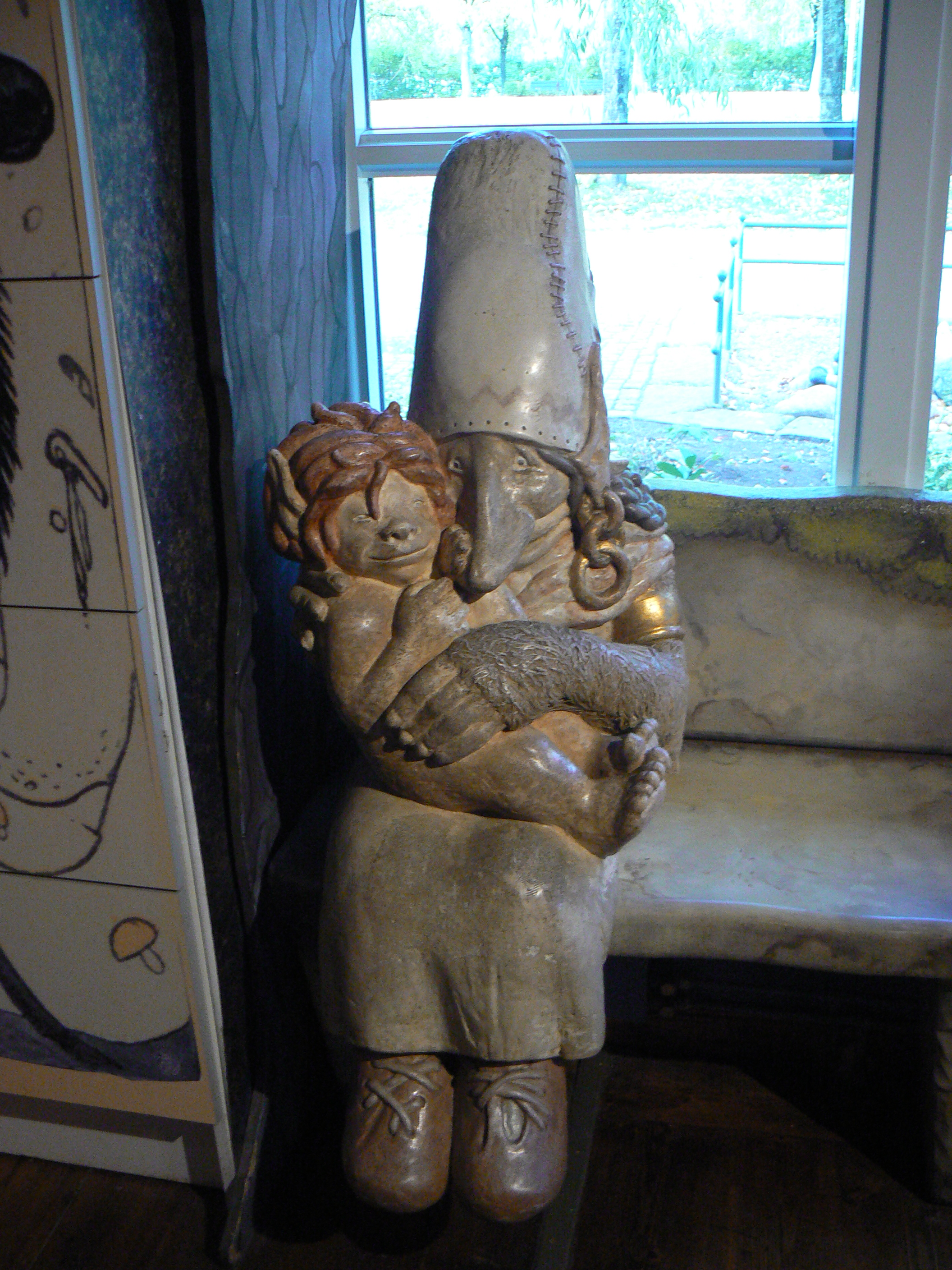
Sedni si ke mně...
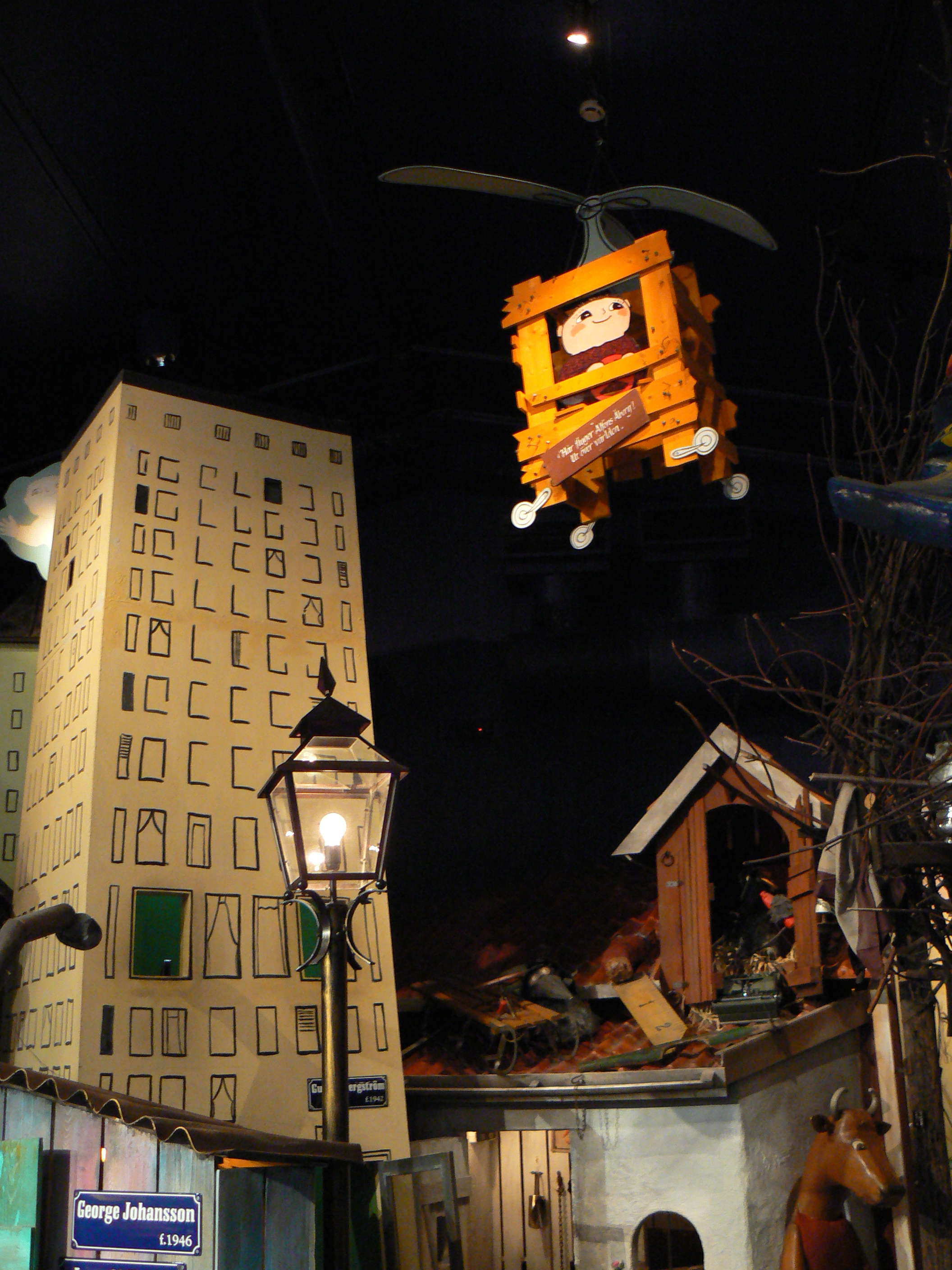
Scenérie z pohádkového vláčku
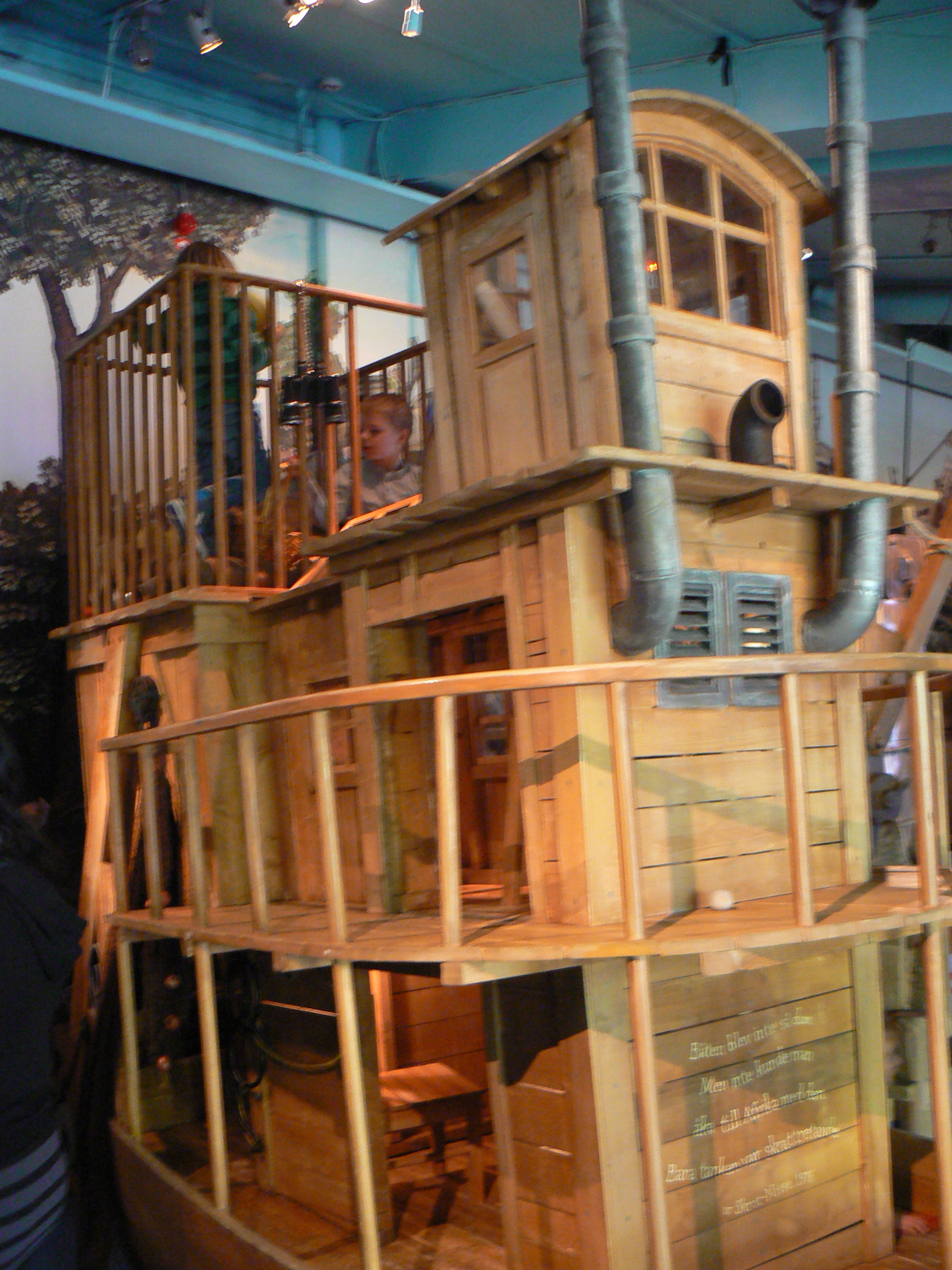
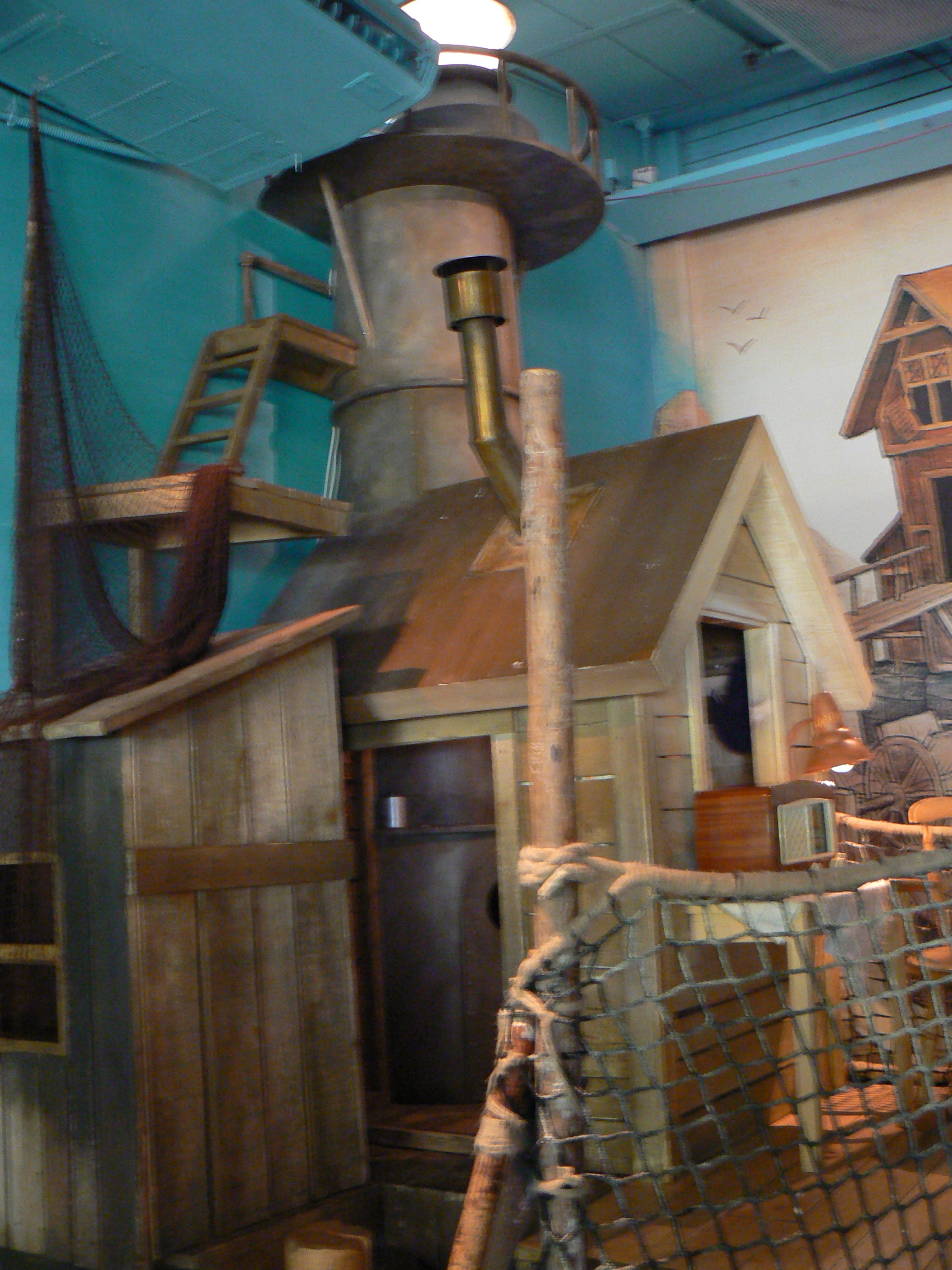
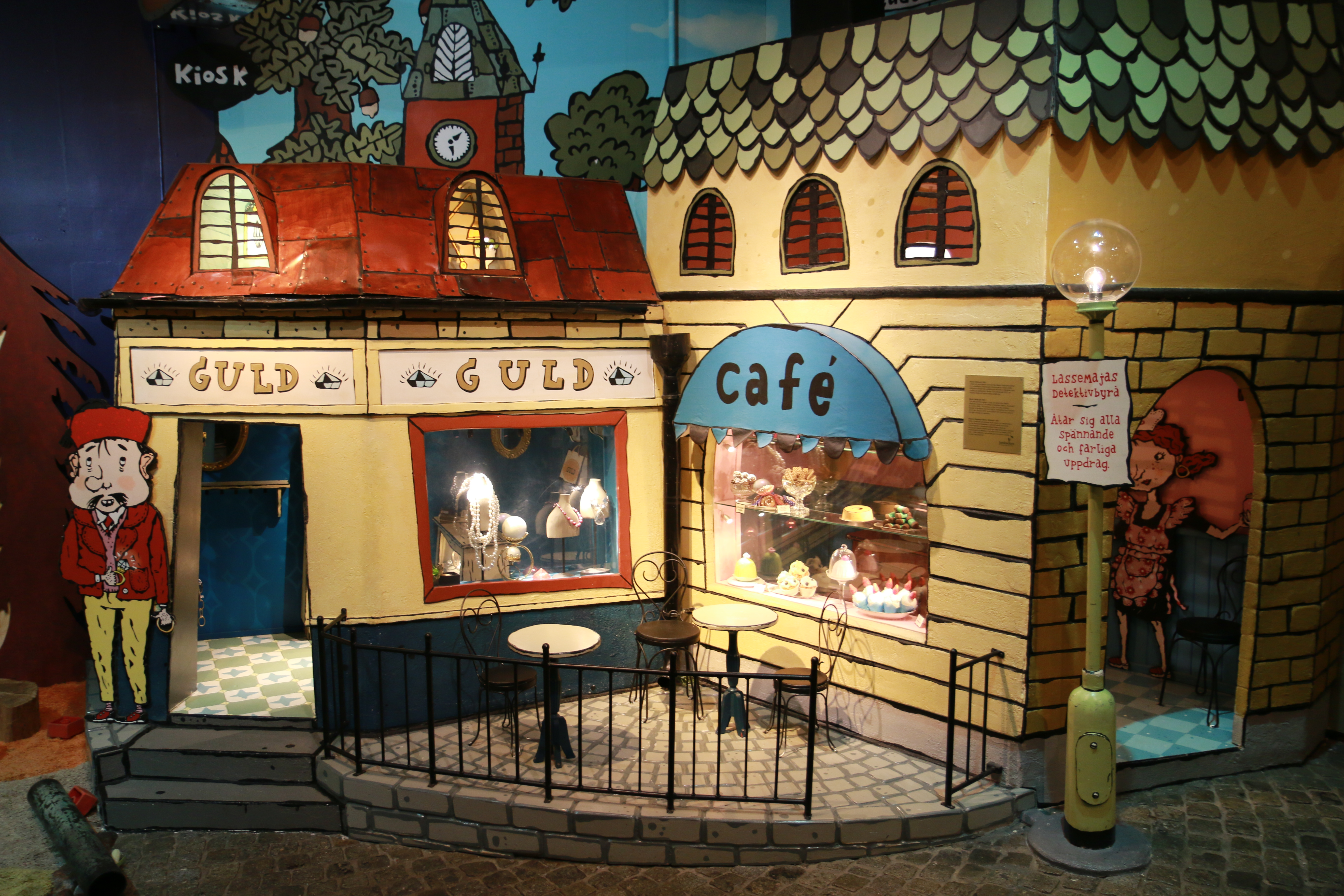
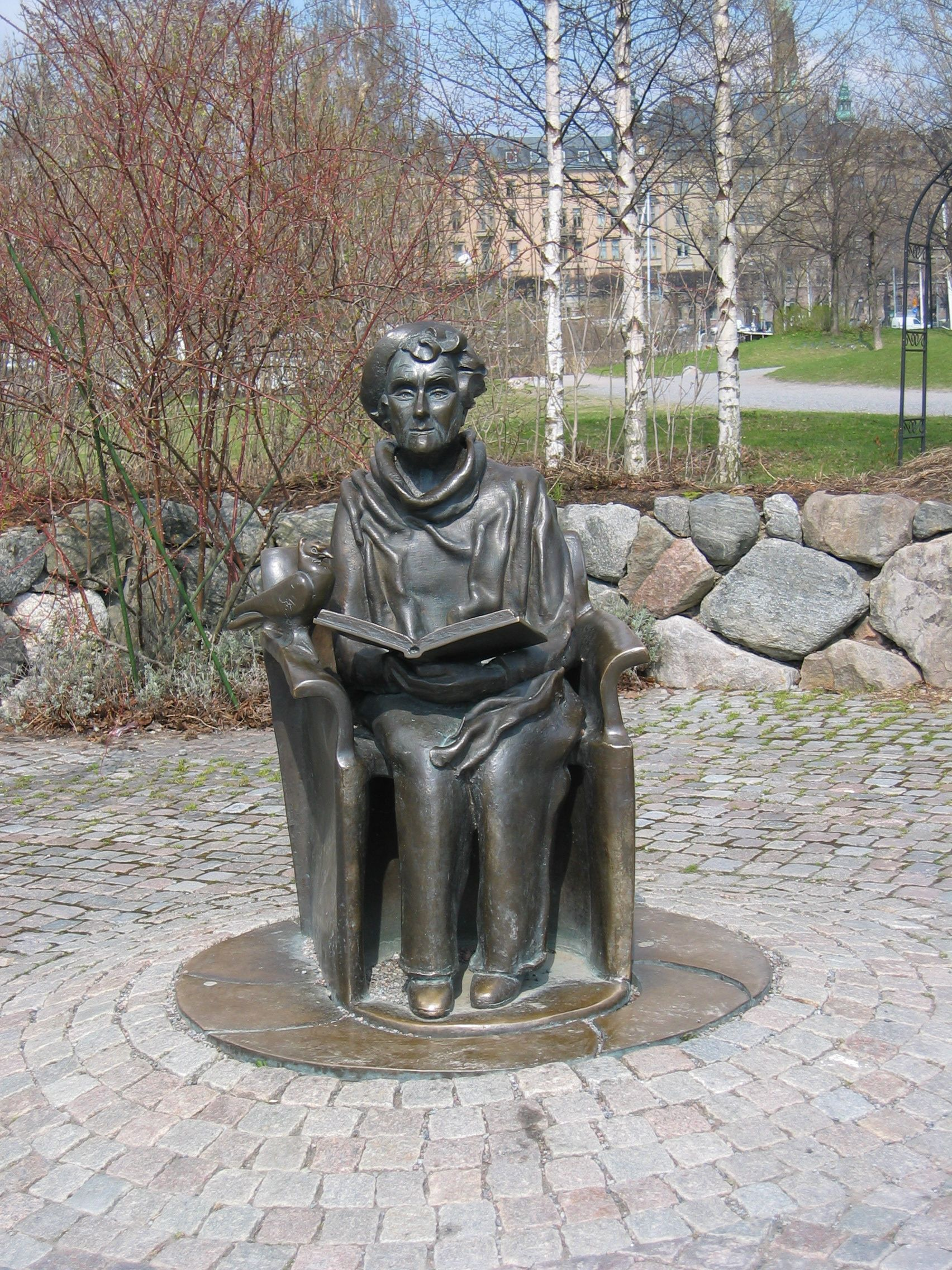
Astrid Lindgrenová